# Stealth game
Et stealth game er et videospil, hvor spilleren primært forsøger at benytte sig af at snige sig for at overkomme fjender. I sådanne spil er det ofte afgørende, at man ikke bliver fanget og undgår konfrontation med sine fjender. Spillere kan planlægge og bruge forskellige taktikker, som f.eks. at gemme sig i skyggerne, distrahere fjende eller planlægge sine bevægelser nøje.

## Populære stealth games
Igennem tiden har der været mange forskellige stealth games som f.eks. Pac-Man (1980). Endnu et velkendt stealth game står danske IO Interative bag, nemlig Hitman serien, hvor spilleren skal finde på måder at myrde ens mål på uden at blive opdaget.
Tidlige labyrintspil er blevet krediteret for at have startet genren heriblandt Manbiki Shounen (1979), Lupin III (1980), Castle Wolfenstein (1981), 005 (1981) og Metal Gear (1987). Genren opnåede bred popularitet i 1998 med Tenchu: Stealth Assassins, Metal Gear Solid og Thief: The Dark Project. Senere udgivelser tæller bl.a. Hitman og Splinter Cell.